# Aleksandr Popov (nuotatore)
Aleksandr Vladimirovič Popov (in russo Алекса́ндр Влади́мирович Попо́в?; Sverdlovsk, 16 novembre 1971) è un ex nuotatore russo, fino al 1991 sovietico.

## Biografia
Da bambino Popov aveva paura dell'acqua. Suo padre però insistette molto affinché il figlio imparasse a nuotare, e a otto anni, Alexander Popov iniziò a prendere lezioni e da allora non ha più smesso, come afferma lui stesso. Inizialmente si dedicò al dorso, ma passò allo stile libero quando si unì alla squadra di Gennadi Touretski. Da allora non ha più cambiato allenatore, e si è trasferito dalla Russia all'Australia per seguirlo.
Alle Olimpiadi di Barcellona 1992 Popov vinse i 50 m e i 100 m stile libero e si riconfermò campione olimpico in entrambe le gare ai Giochi di Atlanta 1996, il secondo uomo dopo Johnny Weissmuller, il famoso "Tarzan", a riuscire nell'impresa. Regalò la medaglia d'oro dei 100 m stile libero di Atlanta al suo allenatore, spiegando così il suo gesto: "Io ho un titolo e sono negli annali, ma, vedete, Gennadi non ha avuto niente da Atlanta o da Barcellona. Ma io so cosa significa questa medaglia in particolare per lui, e se la merita."
Un mese dopo le Olimpiadi di Atlanta, Popov fu pugnalato all'addome nel corso di una lite con tre venditori ambulanti a Mosca. Il coltello recise un'arteria, colpì di striscio un rene e danneggiò la pleura, la membrana che avvolge i polmoni. Popov fu operato d'urgenza, e dovette fare riabilitazione per tre mesi. Nemmeno un anno dopo si presentò ai campionati europei del 1997 e riuscì a difendere il titolo sia nei 50 m che nei 100 m stile libero. "Il mio spirito non è stato ferito, il mio cervello non è stato ferito, solo il mio corpo", fu il suo commento.
Alle Olimpiadi di Sydney 2000 Popov perse il titolo dei 100 m stile libero, giungendo secondo dietro a Pieter van den Hoogenband per 39 centesimi. Nella gara dei 50 m stile libero arrivò sesto. Si infranse così il suo sogno di diventare il primo uomo a vincere 3 ori olimpici consecutivi nei 50 m o nei 100 m stile libero, ma Popov accettò la sconfitta con stile: "Non è la fine del mondo. Non posso vincere tutto, devo dividere con gli altri."
Ai mondiali di Barcellona del 2003 Popov si aggiudicò nuovamente sia i 50 m che i 100 m stile libero e rivelò che Barcellona per lui era una città speciale, perché per lui era lì che tutto era cominciato, ai Giochi olimpici del 1992. Popov si è presentato anche alle Olimpiadi di Atene 2004, a 33 anni (il nuotatore più anziano), non riuscendo però a qualificarsi per le finali nelle sue due gare preferite.

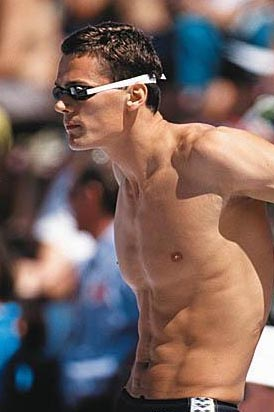
Aleksandr Popov sui blocchi di partenza

Nel dicembre del 1999 Popov fu eletto membro effettivo del Comitato Olimpico Internazionale. Dal 1996 fa parte anche della Commissione Atleti del CIO, uno dei sette rappresentanti eletti direttamente dagli atleti nelle votazioni che si tengono in occasione dei Giochi olimpici: Popov fu eletto la prima volta ad Atlanta 1996, e rieletto a Sydney 2000 e ad Atene 2004. Nel 1996 venne insignito della Medaglia d'Onore Russa per il suo contributo allo sport. Nello stesso anno fu nominato "Atleta Russo dell'Anno" e "Atleta dell'anno" dall'associazione della stampa sportiva europea.
Nel giugno 2003 confermò di aver in programma di lasciare definitivamente l'Australia all'inizio del 2004, per trasferirsi a Soletta in Svizzera. Il trasferimento era legato ad una proposta di lavoro che avrebbe intrapreso una volta ritirato dal nuoto. Touretski avrebbe continuato ad essere il suo allenatore a distanza.
Popov si è laureato in educazione fisica in Russia. È sposato con una ex-nuotatrice russa, Daria Shmeleva, dalla quale ha avuto 2 figli 
Vladimir e Anton. È alto 197 cm e pesa 87 kg, ed è noto per i suoi modi cordiali e per il suo bell'aspetto.
L'interpretazione del crawl di Aleksandr Popov è attualmente considerata dalla maggior parte degli esperti del nuoto come un punto di riferimento tecnico.
Il 18 febbraio 2008 il record mondiale sui 50 m stile libero, durato quasi 8 anni, venne battuto dall'australiano Eamon Sullivan, mentre ai Giochi Olimpici di Pechino 2008, Popov perde anche il record olimpico, ad opera del brasiliano medaglia d'oro César Cielo Filho.

## Progressione

### 50 m stile libero
| Stagione | Risultato | Luogo      | Data      | Rank. Mond. |
| -------- | --------- | ---------- | --------- | ----------- |
| 2004     | 22"28     | Barcellona | 9-6-2004  | -           |
| 2003     | 21"92     | Barcellona | 26-7-2003 | 1º          |
| 2002     | 22"03     | Berlino    | 3-8-2002  | 1º          |
| 2001     | 21"91     | Montecarlo | 12-6-2001 | 1º          |
| 2000     | 21"64     | Mosca      | 16-7-2000 | 1º          |
| 1999     | 22"30     | Istanbul   | 26-7-1999 | 5º          |
| 1998     | 22"27     | New York   | 28-7-1998 | 1º          |
| 1997     | 22"30     | Siviglia   | 13-8-1997 | 1º          |
| 1996     | 22"13     | Atlanta    | 25-7-1996 | 1º          |
| 1995     | 22"25     | Vienna     | 17-8-1995 | 1º          |
| 1994     | 22"17     | Benevento  | 10-9-1994 | 1º          |
| 1993     | 22"27     | Sheffield  | 3-7-1993  | 1º          |
| 1992     | 21"91     | Barcellona | 30-7-1992 | 1º          |

## Palmarès
- Olimpiadi

Barcellona 1992: oro nei 50m sl e nei 100m sl e argento nella 4x100m sl e nella 4x100m misti.
Atlanta 1996: oro nei 50m sl e nei 100m sl e argento nella 4x100m sl e nella 4x100m misti.
Sydney 2000: argento nei 100m sl
- Mondiali

Roma 1994: oro nei 50m sl e nei 100m sl, argento nella 4x100m sl e nella 4x100m misti.
Perth 1998: oro nei 100m sl, argento nei 50m sl e bronzo nella 4x100m sl.
Barcellona 2003: oro nei 50m sl, nei 100m sl e nella 4x100m sl e argento nella 4x100m misti.
- Mondiali in vasca corta

Mosca 2002: bronzo nei 50m sl e nella 4x100m sl.
- Europei

Atene 1991: oro nei 100m sl, nella 4x100m sl e nella 4x100m misti.
Sheffield 1993: oro nei 50m sl, nei 100m sl, nella 4x100m sl e nella 4x100m misti.
Vienna 1995: oro nei 50m sl, nei 100m sl, nella 4x100m sl e nella 4x100m misti.
Siviglia 1997: oro nei 50m sl, nei 100m sl, nella 4x100m sl e nella 4x100m misti.
Istanbul 1999: argento nei 100m sl e nella 4x100m sl, bronzo nei 50m sl e nella 4x100m misti.
Helsinki 2000: oro nei 50m sl, nei 100m sl, nella 4x100m sl e nella 4x100m misti.
Berlino 2002: oro nella 4x100m misti e argento nei 100m sl.
Madrid 2004: oro nei 50m sl.
- Europei in vasca corta

Gelsenkirchen 1991: oro nei 50m sl e nella 4x50m misti.
- Vincitore della Coppa del Mondo delle distanze brevi sl nel 1991, nel 1994 e nel 1999

## Riconoscimenti
- European Swimmer of the Year: 1994, 2003